# Straßenradsport-Weltmeisterschaften 1933
Die Straßenradsport-Weltmeisterschaften 1933 fanden am 12. und 14. August in Montlhéry (Frankreich) statt.

## Rennverlauf
Am 12. August 1933 starteten die Amateure über 125 Kilometer. Es gab einen Schweizer Doppelsieg durch Paul Egli und Kurt Stettler. Der neue Weltmeister Egli benötigte für seinen Sieg 37,1 km/h und gewann mit einem Vorsprung von 51 Sekunden vor seinem Landsmann. Das Verfolgerfeld kam fast drei Minuten später ins Ziel. Die Franzosen feierten einen Doppelsieg bei den Berufsfahrern, die 250 Kilometer zu fahren hatten. Es siegte der 26-jährige Georges Speicher vor seinem Teamkollegen Antonin Magne, der im Ziel einen Rückstand von fünf Minuten hatte. Das Stundenmittel für Speicher betrug 35,0 km/h.

## Ergebnisse
| Amateure | Amateure         | Amateure | Amateure   |
| Platz    | Athlet           | Land     | Zeit       |
| -------- | ---------------- | -------- | ---------- |
| 1        | Paul Egli        | SUI      | 3:21:48 h  |
| 2        | Kurt Stettler    | SUI      | + 51 s     |
| 3        | Jef Lowagie      | BEL      | + 2.43 min |
| 4        | Marcel Schneider | LUX      | + 2.43 min |
| 5        | Fritz Scheller   | GER      | + 2.43 min |
| 6        | René Debenne     | FRA      | + 2.43 min |
| 7        | André Deforge    | FRA      | + 2.43 min |
| 8        | Josy Mersch      | LUX      | + 2.43 min |
| 9        | Georg Stach      | GER      | + 2.43 min |
| 10       | Hans Martin      | SUI      | + 2.43 min |
| 11       | Remigio Saavedra | ARG      | + 5:07 min |

| Profis | Profis             | Profis | Profis    |
| Platz  | Athlet             | Land   | Zeit      |
| ------ | ------------------ | ------ | --------- |
| 1      | Georges Speicher   | FRA    | 7:08:58 h |
| 2      | Antonin Magne      | FRA    | + 5:03    |
| 3      | Marinus Valentijn  | NED    | + 5:04    |
| 4      | Alfred Haemerlinck | BEL    | + 11:03   |
| 5      | Alfons Schepers    | BEL    | + 11:03   |
| 6      | Alfredo Binda      | ITA    | + 11:03   |
| 7      | Mariano Cañardo    | ESP    | + 11:03   |
| 8      | Albert Büchi       | SUI    | + 11:03   |
| 9      | Gerrit van de Ruit | NED    | + 11:03   |
| 10     | Ludwig Geyer       | GER    | + 11:03   |
| 11     | Josy Kraus         | LUX    | + 18:02   |
| 12     | Karl Thallinger    | AUT    | + 21:00   |
| 13     | Antonio Escuriet   | ESP    | + 21:00   |